# Плямиста гарячка Скелястих Гір
Плями́ста гаря́чка Скеля́стих Гір (плямиста гарячка, яку спричинює Rickettsia rickettsii, англ. Rocky Mountain spotted fever (RMSF), Spotted fever due to Rickettsia rickettsii) — ендемічний природно-осередковий рикетсіоз, який передається через укус кліщів і клінічно проявляється значним підвищенням температури тіла (гарячкою), загальною інтоксикацією, появою плямисто-папульозного висипу, який при тяжкому перебігу набуває геморагічного характеру.
Хвороба є найпоширенішим рикетсіозом у США й інших регіонах Америки. Разом з епідемічним висипним тифом зумовлює найбільшу летальність серед рикетсіозів.
Збудника плямистої гарячки Скелястих Гір (Rickettsia rickettsii) віднесено до тих біологічних агентів, які офіційно визнано такими, що можуть бути біологічною зброєю.

## Історичні відомості
До 1896 року плямисту гарячку Скелястих Гір не було зафіксовано у письмових сповіщеннях, хоча легенди місцевих жителів-індіанців цього регіону наголошували на небезпеці мандрів до певних місцин у певну пору року через «помсту духів, яка проводить до перетворення людини на хворого ягуара і смерті у муках». Вважають, що вперше письмово хворобу у цьому році описав під назвою «чорний кір» американський військовий лікар М. Вуд у місцевості Снейк Ривер Валлі (англ. Snake River Valley) на півдні штату Айдахо (США). У медичній літературі перший випадок хвороби навів у 1899 році Е. Максей. У 1902 році у місцевості біля річки Біттеррут на заході штату Монтана відбувся спалах з ураженням 92 людей і 72 % летальністю, який описав Д. Маккалоуг. Тоді ж Л. Вілсон й В. Чоунінг виказали припущення, що ця хвороба передається з укусами кліщів.
Американський дослідник Говард Тейлор Рікеттс виявив як збудника хвороби, так й фактори її передачі. У 1906 році Рікеттс продемонстрував передачу хвороби від кліщів до морських свинок, показав, що етіологічний агент присутній в крові інфікованих людей. Він вперше в світі описав у 1909 році «дрібні полярно зафарбовані бактерії», яких знайшов у свіжовиділених яйцях заражених кліщів. Рікеттс з колегами при роботі в осередку хвороби у місцевості біля річки Біттеррут на заході штату Монтана також виявив, що кліщі виду Dermacentor andersoni і Dermacentor variabilis здатні переносити збудників плямистої гарячки Скелястих Гір.
Американський патолог С. Б. Уолбак зробив вперше докладний опис збудника у 1919 році, де позначив, що це є внутрішньоклітинна бактерія, яку він знайшов ендотелії кровоносних судин. Це відбувалось як у кліщів, так й у ссавців. Він показав, що збудник може міститися як у ядрі, так й у цитоплазмі ендотеліальних клітин, що було схоже з тим, як уражали клітини збудники епідемічного висипного тифу й цуцугамуші, хоча й не вирішив віднести агента плямистої гарячки Скелястих Гір до рикетсіозів. Відомий французький паразитолог Е. Брумпт у 1922 році запропонував назву для цього збудника Rickettsia rickettsii на честь Говарда Рікеттса, вирішивши остаточно питання про приналежність до роду Rickettsia.

## Географічне поширення
Плямиста гарячка Скелястих Гір є природно-осередковою хворобою, що поширена виключно у Північній та Південній Америці. Межі тих чи інших осередків пов'язані безпосередньо з поширенням тих чи інших кліщів — джерел й переносників захворювання. В США сталий ареал хвороби займає райони від берегів Західного узбережжя країни, поширюючись вглиб країни аж до східних прибережних районів Міссісіпі, південних штатів, півдня Східного узбережжя США. Однак, випадки захворювання зустрічаються практично у всіх штатах. Так у 1989—1996 роках зареєстрували 4700 випадків у 46 штатах США. Жодного разу хворобу не виявили на Гаваях, Алясці, у штатах Мен та Вермонт. Нині захворюваність становить 6 випадків на мільйон громадян країни.
У Канаді найчастіше захворювання виявляють у провінціях Британська Колумбія, Альберта й Саскачеван. У Мексиканських Сполучених Штатах плямиста гарячка Скелястих Гір поширена в західних районах на кордоні штатів Сонора й Сіналоа, в центральній частині на високогірному плато штатів Дуранго і Коауїла, в Колумбії — в департаментах Сантандер і Кундинамарка, в Бразилії — в штатах Сан-Пауло, Ріо-де-Жанейро, Мінас-Жерайс. Встановлені осередки хвороби в Панамі і Венесуелі. Не виключають можливість наявності захворювання на півночі Перу, Еквадору, у Суринамі, Гаяні. Захворюваність у Канаді дуже невелика, у Мексиці така сама, як у США, у Бразилії досягає 10 випадків на мільйон громадян.

## Етіологія
Rickettsia rickettsii (R. rickettsii) — це грамнегативні кокобактерії, хоча нерідкі й поліморфні утворення — паличкоподібні, ланцетоподібні. Вони є облігатними внутрішньоклітинними паразитами, які заселяють як ядро, так і цитоплазму сприйнятливих клітин. У ядрах R. rickettsii ростуть у вигляді щільних грон — скупчень, які складаються з дрібних утворень, що досить важко відрізнити одне від одного. Ці рикетсії є нерухомими аеробами, які не утворюють спор. Відносять їх до порядку Rickettsiales, родини Rickettsiaceae, роду Rickettsia. Характеризуються всіма властивостями, притаманними рикетсіям взагалі. Їх зовнішня мембрана складається в основному з ліпополісахаридів. В уражених клітинах дуже часто ці рикетсії розташовуються парами, мають дуже ніжну капсулу.
На штучних поживних середовищах не ростуть. Культивують цих рикетсій найкраще у жовткових мішечках курячих ембріонів, а також в культурі клітин й шляхом інфікування лабораторних тварин (морські свинки, кролі тощо). Швидко гинуть при нагріванні до +50°С й під дією дезінфікувальних засобів, лише декілька годин виживають при висиханні за кімнатної температури. Ці збудники є дуже патогенними для людей й собак. Серед лабораторних тварин до цієї інфекції особливо сприйнятливі мавпи, морські свинки, білі миші та пацюки. За вірулентністю R. rickettsii розділяють на 4 категорії: S, R, T, U, які різняться за своєю патогенною силою — від таких, що спричинюють лише імунні зрушення без клінічних проявів, до тих, що зумовлюють тяжке захворювання.
Детальніші відомості з цієї теми ви можете знайти в статті Рикетсії.

## Епідеміологічні особливості

### Джерело і резервуар інфекції

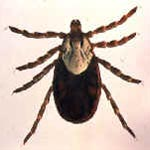
Кліщ Dermacentor andersoni — один з основних переносників плямистої гарячки Скелястих Гір

Хвороба є природно-осередковою, зустрічається виключно в Америці. Основним джерелом інфекції вважають кліщів і диких тварин, між якими відбувається циркуляції збудника в природі. Головними джерелами є іксодові кліщі — Dermacentor andersoni (лісний кліщ Скелястих Гір), Dermacentor variabilis (американський собачий кліщ), Amblyomma americanum (кліщ «одинока зірка»), Amblyomma cajennense, Haemaphysalis leporispalustris (кролячий або тетерев кліщ), Rhipicephalus sanguineus (коричневий собачий кліщ), хоча ще багато видів кліщів є джерелами, хоча й менш значущими. Завдяки трансоваріальній передачі потомству й властивості роками зберігати вірус в своєму організмі кліщі є основним резервуаром цій інфекції. До 20 % кліщів у осередках є зараженими. Dermacentor andersoni, Dermacentor variabilis і Amblyomma americanum помічені в тому, що найбільше здатні нападати на людину. Проміжні форми кліщів харчуються на гризунах і дрібних хижаках, дорослі особини — на великих диких травоїдних тваринах, свійській великій рогатій худобі, собаках тощо. Саме дорослі кліщі нападають на людей, хоча у дітей знаходили й німф. Тимчасовим резервуаром хвороби також вважають дрібних ссавців, які є високосприйнятливими до R. rickettsii і мають імунітет до цих рикетсій, що вказує на перенесення інфекції в минулому. Захворілі люди є меншими за епідеміологічною значущістю джерелами інфекції.

### Механізм і фактори передачі
Зараження людей відбувається при нападі заражених кліщів у місцях їх середовища. Інфікування відбувається через укус (трансмісивний механізм), а також через шкіру й кон'юнктиву, які мають мікропошкодження (контактний механізм). Останнє нерідко відбувається при роздавлюванні зараженого кліща між пальцями при знятті їх руками з свійських тварин. Свіжі фекалії кліщів також є заразними, але в меншому ступені, тому що рикетсії, які виділяються з фекаліями, значно менш вірулентні, ніж ті, які знаходяться в тканинах кліща.

### Сприйнятливий контингент та імунітет
Сезонність захворювань серед людей відповідають періодам найбільшої активності кліщів. Так на заході США найбільше число випадків реєструється в квітні й травні — в сезон активності D. andersoni. На сході США більшість випадків припадає на літо, що відповідає сезону найбільшої активності D. variabilis. Професійний й віковий фактори також деякою мірою залежать від кліщового вектора. Так на заході США більшість захворілих є дорослими чоловіки: овчари, лісники, мисливці, рибалки, геологи тощо. У зв'язку з роботою на відкритому повітрі вони частіше піддаються укусам кліщів. Відносно малий відсоток захворювань містян. Це пояснюють пояснюється поширенням D. andersoni в місцинах, віддалених від осель, й тим, що цей кліщ не нападає на свійських тварин. На сході США більший відсоток захворювання припадає на дітей і жінок. Це пов'язане з тим, що D. variabilis паразитує на собаках, які тісно пов'язані з людиною. Є спостереження, що загалом діти легше переносять плямисту гарячку Скелястих Гір, аніж дорослі. Тяжкі форми залишають стійкий імунітет, тоді як легкі форми не захищають від можливого повторного захворювання на плямисту гарячку Скелястих Гір.
Існує певний перехресний імунітет з марсельською гарячкою і кліщовим висипним тифом Північної Азії після перенесеної інфекції — люди, що перехворіли на ці хвороби, можуть захворіти тільки на легку форму плямистої гарячки Скелястих Гір.

## Патогенез
Після укусу кліща збудник досить швидко потрапляє до кровоносних судин, де ефективно уникає захвату фагоцитами. Рикетсії досить швидко мандрують по поверхні ендотелію, поширюючись, таким чином, далеко від місця інокуляції. Патогенез при плямистій гарячці Скелястих Гір загалом є подібним до більш вивченого патогенезу епідемічного висипного тифу. В основі ураження є судинні зміни: набухання і проліферація ендотелія, подекуди з утворенням внутрішньосудинних його розростань, некроз ендотелія, утворення тромбів, клітинна інфільтрація і некроз стінок прекапилярної мережі й особливо артеріол. До того ж можуть приєднуватися явища периваскулярної проліферації з утворення за ходом кровоносних судин клітинних інфільтратів на кшталт вузликів чи муфт, які складаються з лімфоїдних і плазматичних клітин та макрофагів. Збільшується проникність кровоносних судин, що призводить до набряку, гіповолемії, гіпотонії та гіпоальбумінемії. Пошкодження судин призводить до появи пневмонії, міокардиту, менінгоенцефаліту, уражень шкіри, травної системи, підшлункової залози, печінки, скелетних м'язів, нирок. Зміни ЦНС обумовлені переважно утворенням на м'якій мозковій оболоні периваскулярних лімфоцитарних вогнищ й дифузних інфільтратів. Міокардит є інтерстиційним з утворенням навколо кровоносних судин й в інтерстиції інфільтратів, які також містять лімфоцити, плазматичні клітини, моноцити. Ураження нирок у вигляді гломерулонефриту спостерігають приблизно у половині випадків. Іноді відбуваються геморагії у наднирники, деструктивно-проліферативні зміни судин в яєчках.
При плямистій гарячці Скелястих Гір на перший план виходять тяжкі ураження кровоносних судин за типом деструктивного або деструктивно-проліферативного тромбоваскуліта, які при епідемічному висипному тифі також розвиваються, але не є ведучими. В особливо тяжких випадках ураження кровоносних судин при плямистій гарячці Скелястих Гір спостерігають утворення обтуруючих форм некротичного панартеріїта, який приводить до розладів кровопостачання відповідних ділянок тканин. Звідси часто виникають такі ускладнення, як некроз шкіри, мошонки, вушних хрящів, пальців. З ураженням артеріол пов'язане й виникнення у мозку мікроінфарктів, притаманних цій інфекції.
Виняткова тяжкість ураження кровоносних судин при плямистій гарячці Скелястих Гір обумовлена тим, що відбувається інвазія рикетсіями не тільки ендотелію самих судин, але й м'язових волокон судинної оболонки. Це та виняткова морфологічна ознака, яка відрізняє патоморфологію кровоносних судин при плямистій гарячці Скелястих Гір від аналогічних уражень при епідемічному висипному тифі, де рикетсійна інвазія обмежена лише клітинами ендотелію кровоносних судин.

## Клінічні прояви
У МКХ-10 плямиста гарячка Скелястих Гір входить до групи «Рикетсіози» (А.75-79), підгрупи «Плямиста гарячка (кліщові рикестіози)» (А.77) під кодуванням А.77.0. з назвою «плямиста гарячка, яку спричинює Rickettsia rickettsii (плямиста гарячка Скелястих Гір/гарячка Сан-Пауло)».

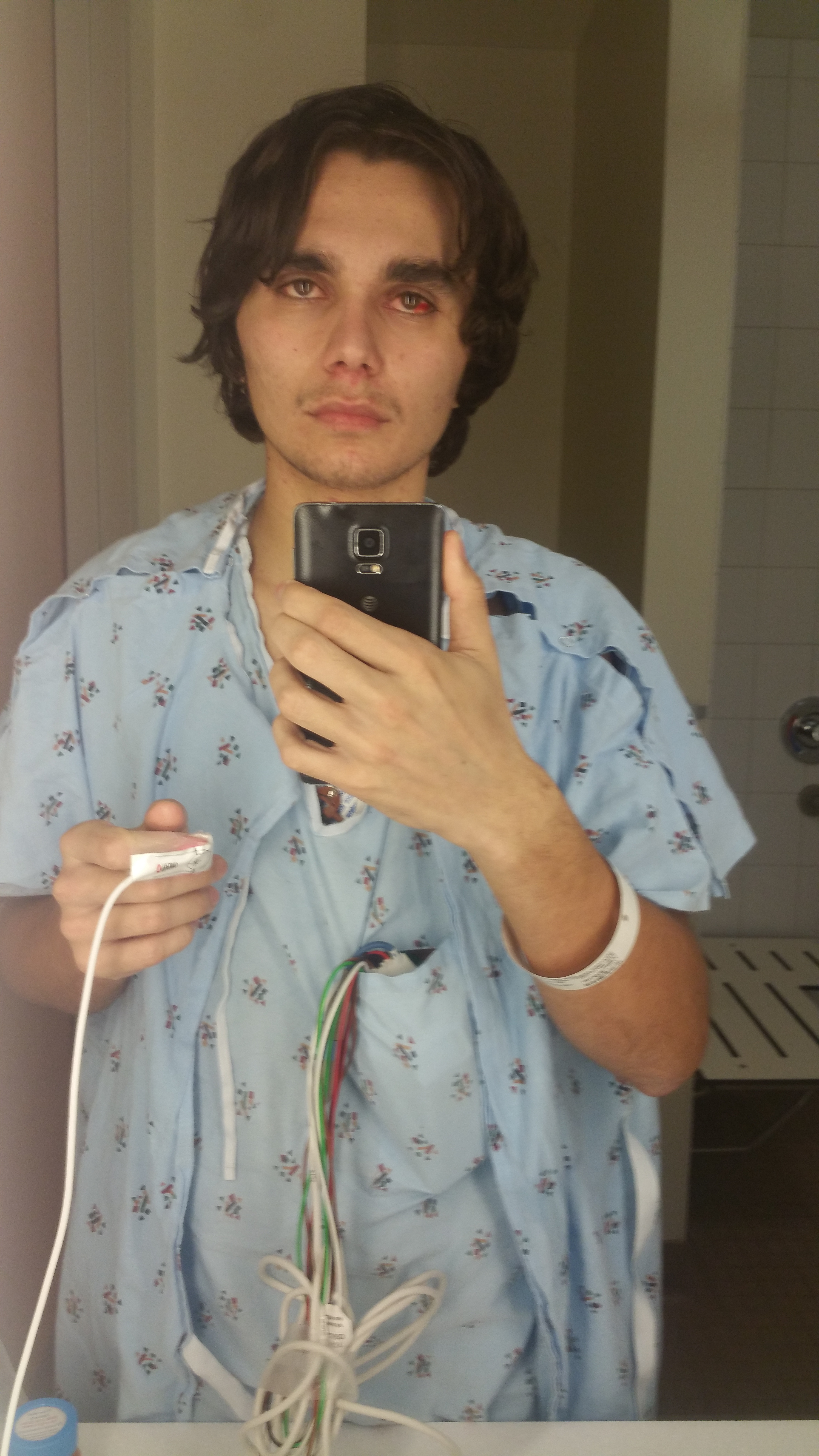
Гіперемія кон'юнктив у хворої на плямисту гарячку Скелястих Гір.

Загалом клінічна картина плямистої гарячки Скелястих Гір нагадує таку при епідемічному висипному тифі, відрізняючись від останнього тривалістю гарячки, часом появи висипу та його локалізацією. Цю хворобу вважають дуже тяжкою за клінічним перебігом й наслідками, але нерідко відбуваються й легкі, абортивні форми. Інкубаційний період коливається від 2 до 15 діб. Чим він коротший — тим тяжчий буде клінічний перебіг плямистої гарячки Скелястих Гір.
Захворюванню передує короткий продромальний період (зниження апетиту, головний біль, загальна слабкість). Після цього, зазвичай, гостро підвищується температура до високих цифр з ознобом, міалгіями, артралгіями, сильним головним болем, нудотою, блюванням, іноді, носовою кровотечею. Тривалість й висота гарячки можуть варіювати в залежності від тяжкості перебігу. У легких випадках температура підвищується поступово й не перевищує 39 °C. У тяжких смертельних випадках, навпаки, температура швидко сягає 40-41 °C.
Для загального перебігу гарячки характерні ранкові ремісії — зниження температури тіла на 0,5-1,5 °C. У випадках видужання гарячка йде нанівець прискореним лізисом (3-4 дні) зазвичай до кінця 3-го тижня хвороби, а в легких випадках — ще до кінця 2-го тижня. Зрідка спостерігають затяжний лізис (7-8 днів).
Первинний афект зазвичай відсутній. Іноді на місці укусу є невелике ущільнення шкіри й має місце регіонарний лімфаденіт. На 3-4-у добу хвороби з'являється висип, що нагадує такий у продромі при кору. Це висип так само швидко щезає, змінюючись типовим рожево-червоним макуло-папульозним висипом на ліктях, зап'ястках й гомілкостопах, швидко поширюючись по всьому тілу в напрямку до центру. При тяжкому перебігу висип спостерігають також на долонях, підошвах, повіках й волосистій частині голови, іноді, на слизових оболонках рота й глотки. Найменше висип проявляється на обличчі й животі. З кожним днем висип стає все більш виразним, перетворюючись з макуло-папульозного у петехіальний, приймаючи темно-червоний чи синюватий відтінок. У найтяжчих випадках елементи висипу зливаються, часто утворюючи некротичні ділянки («чорний кір»). Гангренозні ураження, як правило, спостерігають на зовнішніх статевих органах, мочок вух, кінчиків пальців, рідше в ділянці м'якого піднебіння. У період видужання на місці висипу залишається пігментація, а на найбільш уражених ділянках шкіри спостерігають висівкоподібне лущення.
З боку ЦНС прояви включають головний біль, занепокоєння, безсоння, гіперестезію шкіри, судоми, паралічі черепних нервів, параплегії (паралічі нижніх або верхніх кінцівок) та геміплегії (паралічі половини тіла). У тяжких випадках кома передує смерті, яка часто наступає до кінця 2-го тижня хвороби. Печінка зазвичай збільшена, нерідко є жовтяниця. Селезінка завжди збільшена у декілька разів, ущільнена. З боку легень аускультативні дані є мізерними. З боку травної системи звичайним є закреп. Зміни з боку нирок теж не є виразно симптомними. З боку серця звична тахікардія, в тяжких і смертельних випадках сягаючи 160 й більше серцевих скорочень за хвилину.
Летальність досягає 20-25 %. Видужання відбувається повільно, може затягуватися, особливо при тяжкому перебігу, на декілька місяців, іноді на рік і триваліше.

## Ускладнення
Є вкрай різноманітними — пневмонія, кровотечі різної локалізації (носова порожнина, кишечник, нирки), флебіти, ірит, нефрит, геміплегії й шкірні некрози. Після захворювання іноді тривалий час зберігається глухота, розлади зору, формується облітеруючий ендартеріїт.

## Діагностика

### Клініко-епідеміологічна діагностика
Заснована, в першу чергу, на появі гарячки, характерного макуло-папульозного висипу, що швидко змінюється на петехіальний, у людини, яка побувала у природному осередку плямистої гарячки Скелястих Гір, піддавалась укусам кліщів.

### Загальні лабораторні дослідження
У загальному аналізі крові відзначають або лейкопенію, або лейкоцитоз аж до рівня помірного. Звичайним є відносний мононуклеоз, у половини хворих наявна тромбоцитопенія. При тяжкому перебігу звичайна анемія. У загальному аналізі сечі є альбумінурія. У половини хворих в крові підвищується активність аланіамінотрансферази і аспартатамінотрансферази, є гіпонатріємія.

### Специфічна діагностика
На сьогодні використовують дослідження крові у реакції імунофлюоресценції (РІФ), імуноферментному аналізі (ІФА), реакції латекс-аглютинації. Полімеразну ланцюгову реакцію (ПЛР) проводять зазвичай у біоптаті шкіри. Біоптат нерідко піддають і дослідженню у РІФ.

## Лікування
Ведучим напрямком є етіотропна терапія. Антибіотиком вибору є доксициклін, який призначають навіть дітям. У дорослих його призначають або внутрішньовенно (в/в), або через рот (перорально) в дозі 0,2 г на добу протягом 7 днів. У дітей дозування є 0,002 г/кг маси тіла на добу теж протягом 7 днів. У вагітних й осіб з алергією на тетрацикліни застосовують левоміцетин / хлорамфенікол по 0,5 г 4 рази на добу в/в або перорально також протягом 7 днів. У дітей доза є 0,05 г з тією ж кратністю і тривалістю.
Патогенетичну терапію проводять згідно правил лікування хворих з тяжкою інтоксикацією, включає введення в/в ізотонічних розчинів, боротьбу з геморагіями, оксигенотерапію.

## Профілактика
Заходи боротьби з плямистою гарячкою Скелястих Гір включають, в першу чергу, особисту профілактику нападу й присмоктування кліщів у місцях їх природного проживання, при їхньому розташуванні на тваринах. Немає ефективної вакцини для профілактики цієї хвороби, проводять інтенсивний пошук такої.

## Додаткова література
- Gerald L. Mandell. Mandell, Douglas, and Bennett's Principles and Practice of Infectious Diseases: Expert Consult Premium Edition — Enhanced Online Features and Print (Two Volume Set). — 7th Edition. — USA : Churchill Livingstone, 2009. — 4320 с. — ISBN 978-0443068393. (англ.)
- Estee Torok, Ed Moran, Fiona Cooke. Oxford Handbook of Infectious Diseases and Microbiology (Oxford Medical Handbooks). — 1th Edition. — Oxford, United Kingdom : Oxford University Press, 2009. — 944 с. — (Oxford Medical Handbooks) — ISBN 978-0198569251. (англ.)